# Zhang Liangliang
Zhang Liangliang (en chino: 張亮亮; 1 de octubre de 1982) es un deportista chino que compitió en esgrima, especialista en la modalidad de florete.
Ganó tres medallas en el Campeonato Mundial de Esgrima entre los años 2005 y 2011. Participó en los Juegos Olímpicos de Londres 2012, ocupando el séptimo lugar en la prueba por equipos.

## Palmarés internacional
| Campeonato Mundial | Campeonato Mundial | Campeonato Mundial | Campeonato Mundial  |
| Año                | Lugar              | Medalla            | Prueba              |
| ------------------ | ------------------ | ------------------ | ------------------- |
| 2005               | Leipzig (Alemania) | Medalla de plata   | Florete individual  |
| 2010               | París (Francia)    | Medalla de oro     | Florete por equipos |
| 2011               | Catania (Italia)   | Medalla de oro     | Florete por equipos |